# 島根県道260号本庄福富松江線
島根県道260号本庄福富松江線（しまねけんどう260ごう ほんじょうふくとみまつえせん）は、島根県松江市を通る一般県道である。

## 概要
松江市野原町から松江市殿町に至る。

### 路線データ
- 起点：松江市野原町（国道431号交点）
- 終点：松江市殿町（島根県道37号松江鹿島美保関線交点）
- 実延長：16,559 m

## 歴史
- 1958年（昭和33年）6月13日 - 島根県告示第525号により認定される。
- 1966年（昭和41年）3月29日 - 島根県告示第426号により終点が松江市南田町から現在地に変更される。
- 1972年（昭和47年）8月1日 - 現行の県道番号に変更される。
- 2011年（平成23年）3月29日 - 3月11日付島根県告示第182号により西尾ICアクセス道路が供用開始[1]。

## 路線状況
1979年（昭和54年）に大根島・境港方面に通じる堤防道路が開通してからは大根島・境港方面と松江市中心部を結ぶ道路としても機能するようになったが、いまだに狭隘箇所を多く残している。現在起点付近の国道431号（国道485号重用）では川津バイパスの建設が進められており、全通後は起点が移動する可能性がある。
松江市西尾町では松江だんだん道路（国道485号バイパス）と交差する予定になっているが、本線とは接続する予定はないため、バイパス道路として西尾ICアクセス道路が建設された。

### 愛称
- 大手前通り[2]

### 道路施設

#### 橋梁
- 本庄川橋（本庄川、松江市）
- 新南川橋（松江市）
- 平地新橋（平地川、松江市）
- 百足橋（朝酌川、松江市）
- 昭和橋（田町川、松江市）
- 米子橋（米子川、松江市）

#### トンネル
- 大海崎東トンネル：延長244 メートル、2006年（平成18年）竣工、松江市
- 大海崎西トンネル：延長252 m、2006年（平成18年）竣工、松江市

## 地理

### 通過する自治体
- 松江市

### 交差する道路
| 交差する道路                  | 交差する場所                 | 交差する場所       |
| ----------------------------- | ---------------------------- | ------------------ |
| 国道431号 国道485号 重複      | 野原町                       | 起点               |
| 島根県道338号美保関八束松江線 | 大海崎町（おおみさきちょう） |                    |
| 国道485号 / 松江だんだん道路  | 西尾町                       | 2 西尾IC           |
| 島根県道21号松江島根線        | 学園南1丁目                  | 総合体育館前交差点 |
| 国道431号                     | 米子町                       | 米子町交差点       |
| 島根県道37号松江鹿島美保関線  | 殿町                         | 終点               |

### 沿線
- 道の駅本庄
- 松江市立本庄中学校
- 松江市立本庄小学校
- 中海
- 大橋川
- 松江市立朝酌小学校
- 松江市立皆美が丘女子高等学校
- 楽山公園
- 北公園
- 松江市総合体育館
- 松江地方裁判所
- 島根県民会館
- 松江城